# Surtida
Uma surtida (da palavra francesa que significa saída ou da raiz latina surge que significa "levantar-se") é um desdobramento ou envio de uma unidade militar, seja uma aeronave, navio ou tropas, de um ponto forte. O termo originou-se na guerra de cerco.

## Na aviação

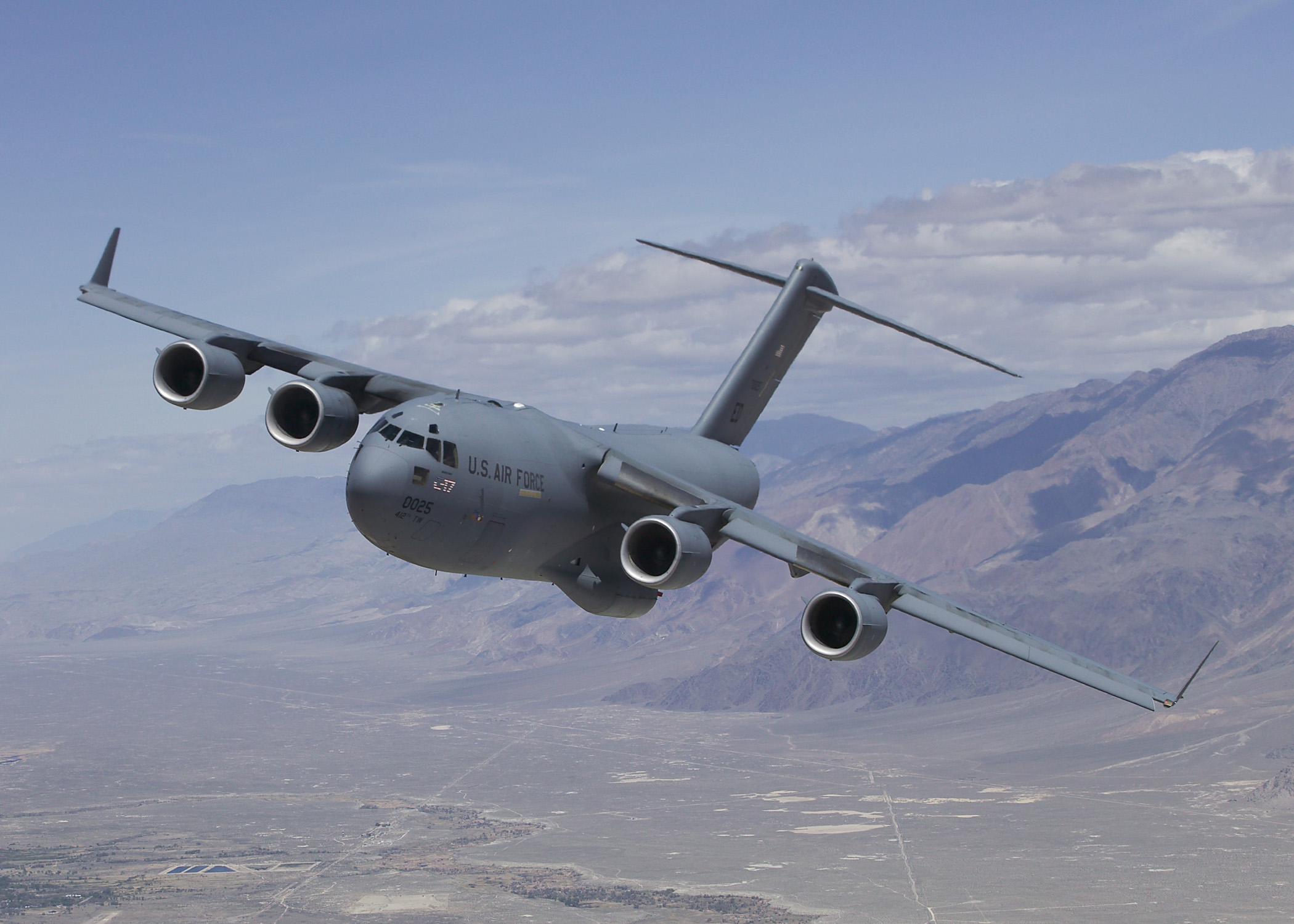
Um Boeing C-17 Globemaster III da Força Aérea dos EUA sobrevoa Owens Valley, Califórnia, para uma surtida de teste.

Na aviação militar, uma surtida é uma missão de combate de uma aeronave individual, começando quando a aeronave decola. Por exemplo, uma missão envolvendo seis aeronaves totalizaria seis surtidas. A taxa de surtidas é o número de surtidas que uma determinada unidade pode suportar em um determinado momento.

## Na guerra de cerco
Na guerra de cerco, a palavra surtida refere-se especificamente a uma saída repentina de tropas contra o inimigo a partir de uma posição defensiva - isto é, um ataque lançado contra os sitiantes pelos defensores. Se a surtida for através de uma porta de ataque, o verbo to Sally pode ser usado de forma intercambiável com to sortie.
Os objetivos das surtidas incluem o assédio às tropas inimigas, a destruição de armas de cerco e obras de engenharia, a adesão à força de socorro, etc.
Sir John Thomas Jones, analisando uma série de cercos realizados durante a Guerra Peninsular (1807-1814), escreveu: